# Онсдорф
Онсдорф (њем. Onsdorf) општина је у њемачкој савезној држави Рајна-Палатинат. Једно је од 103 општинска средишта округа Трир-Сарбург. Према процјени из 2010. у општини је живјело 144 становника. Посједује регионалну шифру (AGS) 7235101.

## Географски и демографски подаци
Онсдорф се налази у савезној држави Рајна-Палатинат у округу Трир-Сарбург. Општина се налази на надморској висини од 295 метара. Површина општине износи 3,4 km². У самом мјесту је, према процјени из 2010. године, живјело 144 становника. Просјечна густина становништва износи 42 становника/km².